# Nemophila parviflora
Nemophila parviflora är en strävbladig växtart som beskrevs av David Douglas och George Bentham. Nemophila parviflora ingår i släktet kärleksblomstersläktet, och familjen strävbladiga växter.

## Underarter
Arten delas in i följande underarter:
- N. p. austiniae
- N. p. quercifolia

## Bildgalleri

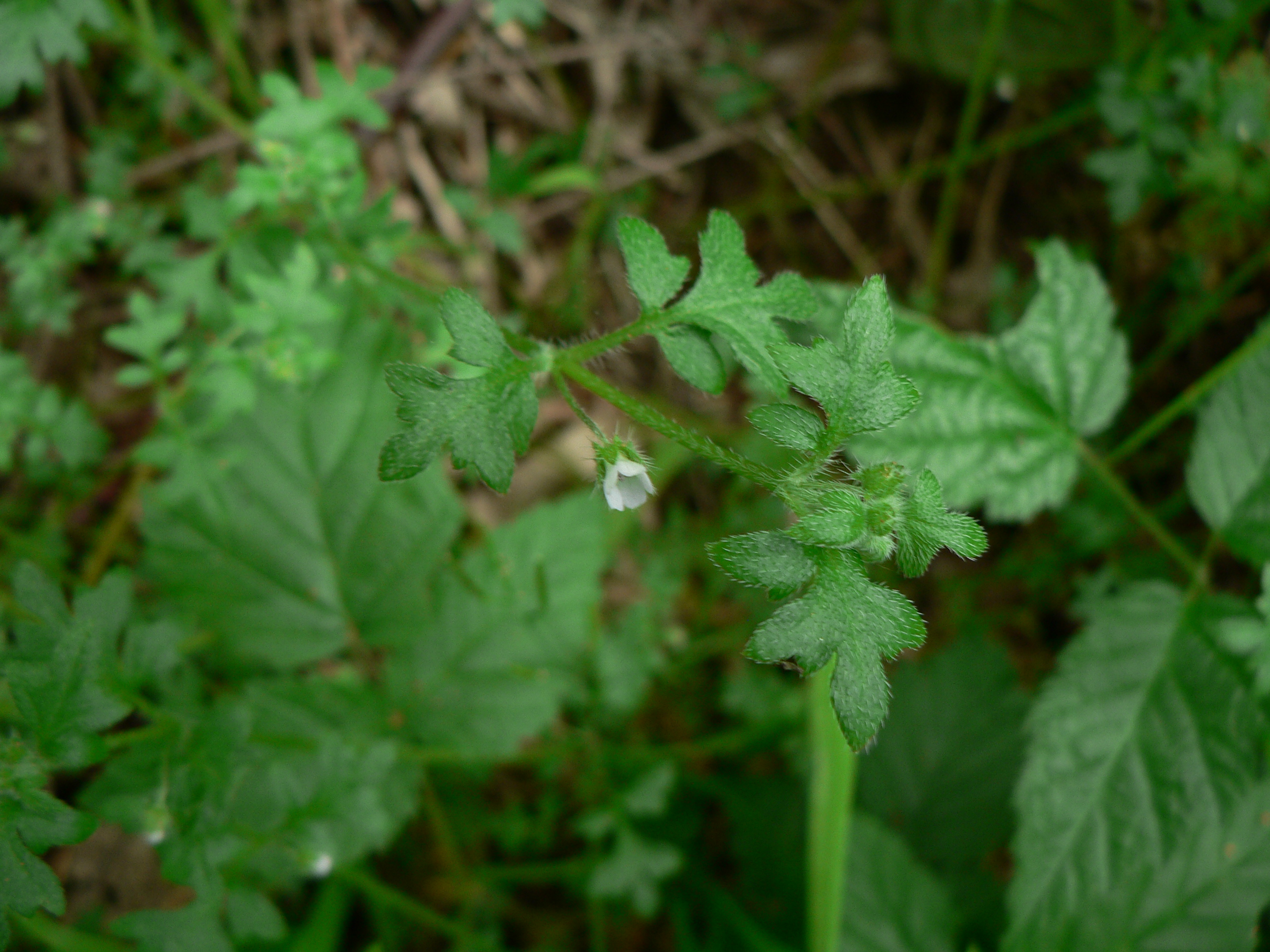
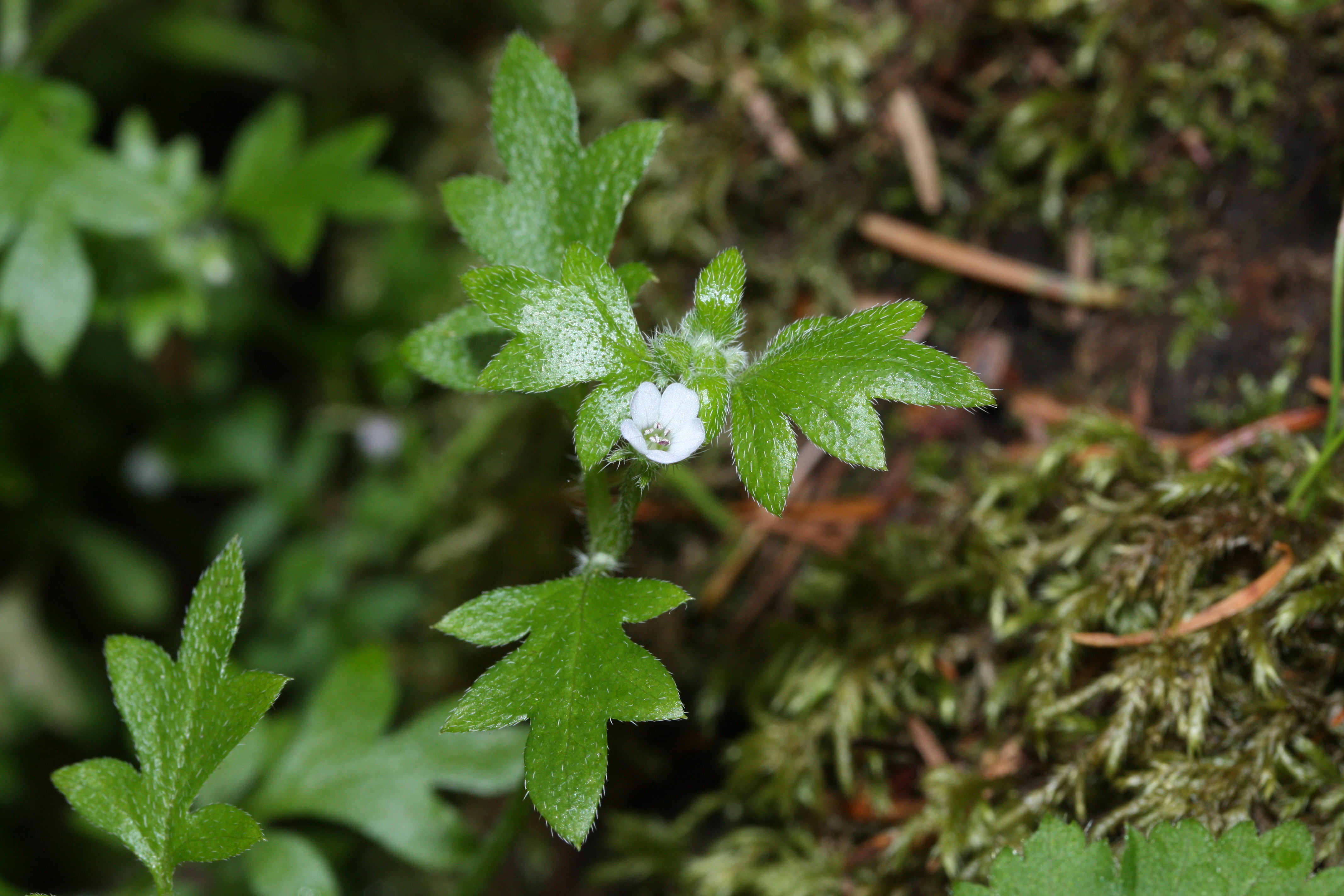